# Etna Kontrabande

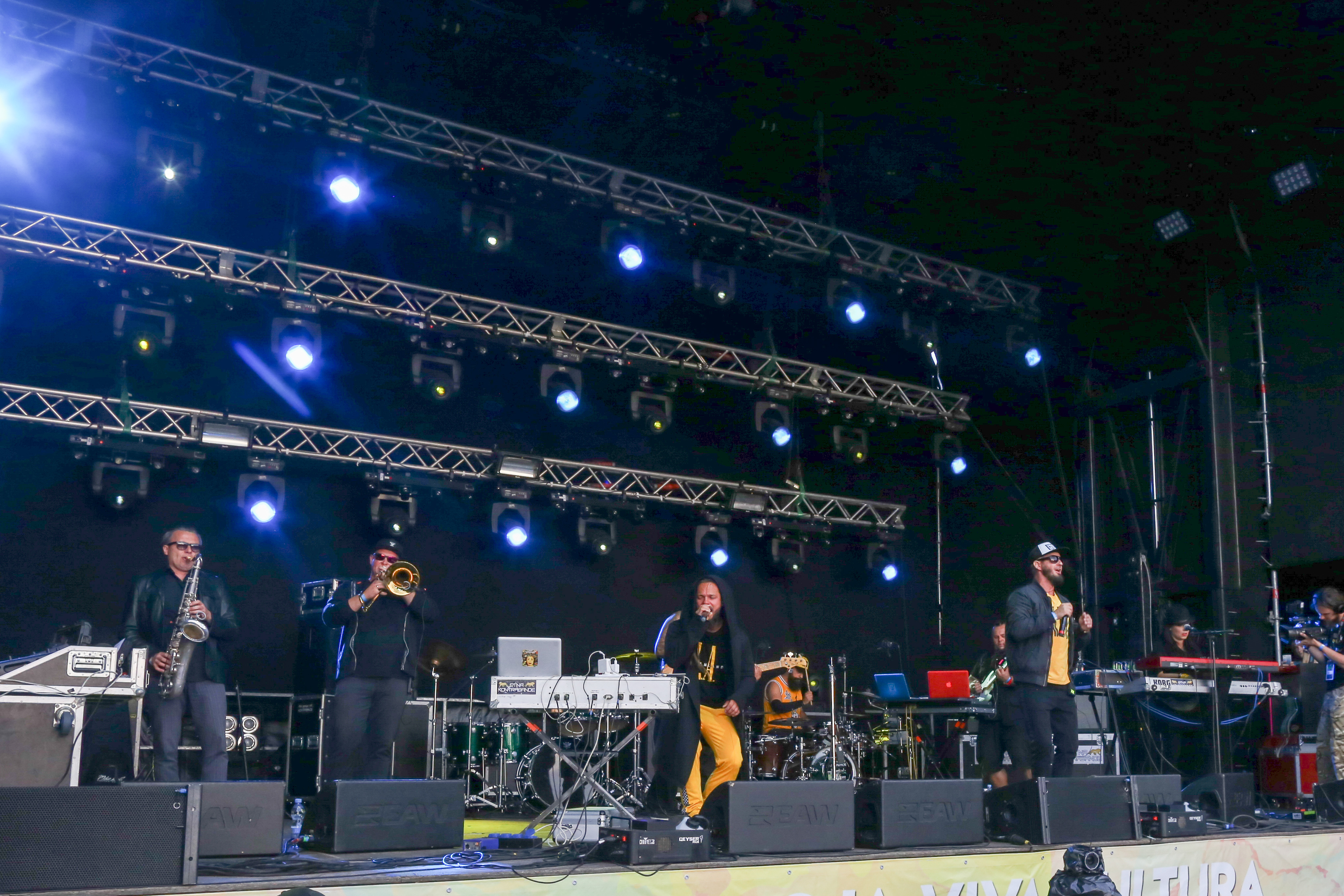
Pol’and’Rock Festival 2019

Etna Kontrabande of kortweg Etna is een Poolse reggae-skaband.
De groep werd opgericht in 1999 als een vierkoppige wereldmuziekgroep met in het Westen onbekende instrumenten. In 2000 wijzigde de samenstelling van de groep en tegelijk de stijl richting reggae en ska met rockinvloeden. In dat jaar nam de groep het debuutalbum Na Syjon (Naar Zion) op in Częstochowa en won de Grand Prix van het festival Viva Polska in Bartoszyce. In de winter van 2004 nam de groep bij Wrocław het tweede album, W kierunku słońca (In de richting van de zon) op met als producent de jazzmuzikant Robert Szydło. In 2006 werd de groep uitgebreid tot acht man en nam in mei het album Polityczna Ganja (Politieke ganja) op dat minder rockinvloeden bevat en meer reggae en ska met invloeden van ragga en dancehall.
Etna speelde in tien jaar tijd ongeveer 300 concerten, waaronder festivals in Polen en Tsjechië, zoals Ostróda Reggae Festiwal, Reggaeland, Festiwal Muzyki Dobrej, Nie zabijaj! en Juwenalia.

## Samenstelling
- Jarosław Pacanek - zang, gitaar
- Łukasz Godlewski - zang, sampler
- Piotr Kowalski - zang, basgitaar
- Agnieszka Kozieł-Pacanek - toetsen
- Piotr Urbanowicz - saxofoon
- Bartłomiej Ossowski - percussie